# Enhydrosoma longifurcatum
Enhydrosoma longifurcatum är en kräftdjursart som beskrevs av Georg Ossian Sars 1909. Enhydrosoma longifurcatum ingår i släktet Enhydrosoma och familjen Cletodidae. Arten är reproducerande i Sverige. Inga underarter finns listade i Catalogue of Life.